# Lesotho na Letnich Igrzyskach Olimpijskich 2000
Lesotho na Letnich Igrzyskach Olimpijskich 2000 reprezentowało 6 zawodników, 4 mężczyzn i 2 kobiety.

## Skład kadry

### Boks
Mężczyźni
| Zawodnik         | Konkurencja                | 1/16 Finału            | 1/8 Finału       | Ćwierćfinały     | Półfinały        | Finał            | Pozycja  |
| Zawodnik         | Konkurencja                | Przeciwnik Wynik       | Przeciwnik Wynik | Przeciwnik Wynik | Przeciwnik Wynik | Przeciwnik Wynik | Pozycja  |
| ---------------- | -------------------------- | ---------------------- | ---------------- | ---------------- | ---------------- | ---------------- | -------- |
| Sebusiso Keketsi | waga papierowa (do 48 kg)  | Kim Un-Chol Porażka    | NQ               | NQ               | NQ               | NQ               | 17.- 27. |
| Mosolesa Tsie    | waga półśrednia (do 67 kg) | Steven Küchler Porażka | NQ               | NQ               | NQ               | NQ               | 17.- 27. |

Wyników walk obu zawodników nie ujawniono

### Lekkoatletyka
Mężczyźni

| Zawodnik        | Konkurencja     | Final   | Final   |
| Zawodnik        | Konkurencja     | Czas    | Pozycja |
| --------------- | --------------- | ------- | ------- |
| Thabiso Moqhali | Bieg Maratoński | 2:16:43 | 16.     |

Kobiety

| Zawodniczka | Konkurencja   | Eliminacje | Eliminacje | Ćwierćfinały | Ćwierćfinały | Półfinały | Półfinały | Finał | Finał   |
| Zawodniczka | Konkurencja   | Czas       | Pozycja    | Czas         | Pozycja      | Czas      | Pozycja   | Czas  | Pozycja |
| ----------- | ------------- | ---------- | ---------- | ------------ | ------------ | --------- | --------- | ----- | ------- |
| Lineo Shoal | Bieg na 200 m | 25,57      | 6.         | NQ           | NQ           | NQ        | NQ        | NQ    | NQ      |

### Taekwondo
Mężczyźni
| Zawodnik       | Konkurencja             | 1/8 finału                        | Ćwierćfinały                                | Półfinały        | Repasaż 1        | Repasaż 2        | Półfinał         | Pozycja |
| Zawodnik       | Konkurencja             | Przeciwnik Wynik                  | Przeciwnik Wynik                            | Przeciwnik Wynik | Przeciwnik Wynik | Przeciwnik Wynik | Przeciwnik Wynik | Pozycja |
| -------------- | ----------------------- | --------------------------------- | ------------------------------------------- | ---------------- | ---------------- | ---------------- | ---------------- | ------- |
| Mokete Mokhosi | Waga średnia (do 80 kg) | Mario De Meo Zwycięstwo na punkty | N'Guessan Sebastien Konan Porażka na punkty | NQ               | NQ               | NQ               | NQ               | 9.- 10. |

Kobiety
| Zawodniczka            | Konkurencja           | 1/8 Finału          | Ćwierćfinały                     | Półfinały           | Repasaż 1                      | Repasaż 2           | Finał               | Pozycja |
| Zawodniczka            | Konkurencja           | Przeciwniczka Wynik | Przeciwniczka Wynik              | Przeciwniczka Wynik | Przeciwniczka Wynik            | Przeciwniczka Wynik | Przeciwniczka Wynik | Pozycja |
| ---------------------- | --------------------- | ------------------- | -------------------------------- | ------------------- | ------------------------------ | ------------------- | ------------------- | ------- |
| Likeleli Alinah Thamae | Waga musza (do 49 kg) | BYE                 | Urbia Melendez Porażka na punkty | NQ                  | Agueda Perez Porażka na punkty | NQ                  | NQ                  | 7.      |

Wyniki walk obojga zawodników nie zostały ujawnione.